# Metagonia beni
Metagonia beni là một loài nhện trong họ Pholcidae. Loài này được phát hiện ở Peru và Bolivia.